# Championnat d'Angleterre de rugby à XV de 2e division 2016-2017
Navigation
Greene King IPA Championship
 2015-2016 Greene King IPA Championship 2017-2018
Le Championnat d'Angleterre de rugby à XV de 2e division 2016-2017, qui porte le nom Greene King IPA Championship de son sponsor du moment, oppose douze équipes anglaises de rugby à XV. Le championnat débute le 3 septembre 2016 et s'achève le mai 2017. Une première phase de classement voit s'affronter toutes les équipes en matchs aller et retour. À la fin de cette phase régulière, les quatre premières équipes sont qualifiées pour les demi-finales et la dernière du classement est rétrogradée en The National League One. La saison se termine sur une phase de playoff avec des demi-finales et une finale pour l'attribution du titre et l'accession en Aviva Premiership.
Bristol, vainqueur RFU Championship, est promu en première division et est remplacé par les London Irish. Richmond FC, vainqueurs The National League One, est promu en deuxième division et remplace le Moseley RFC.

## Liste des équipes en compétition
La compétition oppose pour la saison 2016-2017 douze équipes anglaises de rugby à XV :
| - Bedford Blues - Cornish Pirates - Doncaster Knights - Ealing Trailfinders | - Jersey Reds - London Irish - London Scottish - London Welsh, | - Nottingham RFC - Richmond FC - Rotherham RUFC - Yorkshire Carnegie |

## Résumé des résultats

### Classement de la phase régulière
| Rang | Club                | J  | V  | N | D  | Bo | Bd | Pm  | Pe  | Diff | Pts |
| ---- | ------------------- | -- | -- | - | -- | -- | -- | --- | --- | ---- | --- |
| 1    | London Irish (R)    | 20 | 19 | 0 | 1  | 14 | 1  | 712 | 290 | +422 | 91  |
| 2    | Yorkshire Carnegie  | 20 | 15 | 0 | 5  | 11 | 3  | 619 | 461 | +158 | 74  |
| 3    | Ealing Trailfinders | 20 | 12 | 1 | 7  | 7  | 3  | 584 | 427 | +157 | 60  |
| 4    | Doncaster Knights   | 20 | 12 | 0 | 8  | 9  | 1  | 514 | 424 | +90  | 58  |
| 5    | Jersey Reds         | 20 | 11 | 0 | 9  | 7  | 7  | 459 | 451 | +8   | 58  |
| 6    | Cornish Pirates     | 20 | 9  | 2 | 9  | 8  | 7  | 559 | 497 | +62  | 55  |
| 7    | Bedford Blues       | 20 | 6  | 1 | 13 | 10 | 5  | 496 | 569 | -73  | 41  |
| 8    | London Scottish     | 20 | 7  | 0 | 13 | 7  | 5  | 465 | 605 | -140 | 40  |
| 9    | Nottingham RFC      | 20 | 7  | 1 | 12 | 4  | 5  | 419 | 542 | -123 | 39  |
| 10   | Richmond FC (P)     | 20 | 5  | 0 | 15 | 4  | 2  | 347 | 585 | -238 | 26  |
| 11   | Rotherham Titans    | 20 | 4  | 1 | 15 | 2  | 2  | 333 | 656 | -323 | 22  |

|  | Qualifiés pour la phase finale (no 1, no 2, no 3, no 4).             |
|  | Relégué en The National League One pour la saison 2017-2018 (no 12). |
|  | R : relégué 2016 ; P : promu 2016                                    |

Attribution des points : victoire sur tapis vert : 5, victoire : 4, match nul : 2, défaite : 0, forfait : -2 ; plus les bonus (offensif : 4 essais marqués ; défensif : défaite par 7 points d'écart maximum).
Règles de classement : 1. Nombre de victoires ; 2.différence de points ; 3. nombre de points marqués ; 4. points marqués dans les matchs entre équipes concernées ; 5. Nombre de victoires en excluant la 1re journée, puis la 2e journée, et ainsi de suite.

### Phase finale
Les quatre premiers de la phase régulière sont qualifiés pour les demi-finales. L'équipe classée première affronte à domicile celle classée quatrième alors que la seconde reçoit la troisième. Ces phases finales se déroulent en match aller-retour (Score cumulés).
|  | Demi-finales                | Demi-finales                | Demi-finales                | Demi-finales                |              |              | Finale                     | Finale                     | Finale                     | Finale                     |
|  |                             |                             |                             |                             |              |              |                            |                            |                            |                            |
|  | 30 avril 2017 et 6 mai 2017 | 30 avril 2017 et 6 mai 2017 | 30 avril 2017 et 6 mai 2017 | 30 avril 2017 et 6 mai 2017 |              |              | 17 mai 2017 et 24 mai 2017 | 17 mai 2017 et 24 mai 2017 | 17 mai 2017 et 24 mai 2017 | 17 mai 2017 et 24 mai 2017 |
|  | London Irish                | London Irish                | 35                          | 39                          |              |              | 17 mai 2017 et 24 mai 2017 | 17 mai 2017 et 24 mai 2017 | 17 mai 2017 et 24 mai 2017 | 17 mai 2017 et 24 mai 2017 |
|  | London Irish                | London Irish                | 35                          | 39                          |              |              | 17 mai 2017 et 24 mai 2017 | 17 mai 2017 et 24 mai 2017 | 17 mai 2017 et 24 mai 2017 | 17 mai 2017 et 24 mai 2017 |
|  | Doncaster Knights           | Doncaster Knights           | 3                           | 22                          |              |              | 17 mai 2017 et 24 mai 2017 | 17 mai 2017 et 24 mai 2017 | 17 mai 2017 et 24 mai 2017 | 17 mai 2017 et 24 mai 2017 |
|  | Doncaster Knights           | Doncaster Knights           | 3                           | 22                          | London Irish | London Irish | 29                         | 55                         |                            |                            |
|  | 28 avril 2017 et 5 mai 2017 |                             |                             |                             | London Irish | London Irish | 29                         | 55                         |                            |                            |
|  |                             |                             | Yorkshire Carnegie          | Yorkshire Carnegie          | 18           | 48           |                            |                            |                            |                            |
|  | Yorkshire Carnegie          | Yorkshire Carnegie          | Yorkshire Carnegie          | Yorkshire Carnegie          | 18           | 48           | 34                         | 18                         |                            |                            |
|  | Yorkshire Carnegie          | Yorkshire Carnegie          |                             |                             |              |              |                            | 18                         |                            |                            |
|  | Ealing Trailfinders         | Ealing Trailfinders         | 16                          | 20                          |              |              |                            |                            |                            |                            |
|  | Ealing Trailfinders         | Ealing Trailfinders         | 16                          | 20                          |              |              |                            |                            |                            |                            |

#### Demi-finales
| 30 avril 2017 | Doncaster Knights | 3-35 (-) | London Irish                                       | Castle Park, Doncaster 2 173 spectateurs Arbitre : Luke Pearce |
| 30 avril 2017 | Pénalité(s) : 1   |          | Essai(s) : 6 Transformation(s) : 1 Pénalité(s) : 1 | Castle Park, Doncaster 2 173 spectateurs Arbitre : Luke Pearce |
| 30 avril 2017 |                   |          |                                                    | Castle Park, Doncaster 2 173 spectateurs Arbitre : Luke Pearce |

| 6 mai 2017 | London Irish                                       | 39 - 22 (-) | Doncaster Knights                                  | Madejski Stadium, Reading 4 644 spectateurs Arbitre : Matthew O'Grady |
| 6 mai 2017 | Essai(s) : 5 Transformation(s) : 4 Pénalité(s) : 2 |             | Essai(s) : 3 Transformation(s) : 2 Pénalité(s) : 1 | Madejski Stadium, Reading 4 644 spectateurs Arbitre : Matthew O'Grady |
| 6 mai 2017 |                                                    |             |                                                    | Madejski Stadium, Reading 4 644 spectateurs Arbitre : Matthew O'Grady |

| 28 avril 2017 | Ealing Trailfinders          | 16-34 (-) | Yorkshire Carnegie                                 | Trailfinders Sports Ground, Londres 966 spectateurs Arbitre : Ian Tempest |
| 28 avril 2017 | Essai(s) : 2 Pénalité(s) : 2 |           | Essai(s) : 4 Transformation(s) : 4 Pénalité(s) : 2 | Trailfinders Sports Ground, Londres 966 spectateurs Arbitre : Ian Tempest |
| 28 avril 2017 |                              |           |                                                    | Trailfinders Sports Ground, Londres 966 spectateurs Arbitre : Ian Tempest |

| 5 mai 2017 | Yorkshire Carnegie | 18 - 20 (-) | Ealing Trailfinders                                | Headingley Stadium, Leeds 2 216 spectateurs Arbitre : Tim Wigglesworth |
| 5 mai 2017 | Pénalité(s) : 6    |             | Essai(s) : 3 Transformation(s) : 1 Pénalité(s) : 1 | Headingley Stadium, Leeds 2 216 spectateurs Arbitre : Tim Wigglesworth |
| 5 mai 2017 |                    |             |                                                    | Headingley Stadium, Leeds 2 216 spectateurs Arbitre : Tim Wigglesworth |

#### Finale
| 17 mai 2017 | Yorkshire Carnegie                                                        | 18 - 29 (15-13) | London Irish                                                                            | Headingley Stadium, Leeds |
| 17 mai 2017 | Essai(s) : Mayhew, Holmes Transformation(s) : Ford Pénalité(s) : Ford (2) |                 | Essai(s) : Hobbs-Awoyemi, Mulchrone Transformation(s) : Bell (2) Pénalité(s) : Bell (5) | Headingley Stadium, Leeds |
| 17 mai 2017 |                                                                           |                 |                                                                                         | Headingley Stadium, Leeds |

| 24 mai 2017 | London Irish                                                                                                 | 55 - 48 (22-20) | Yorkshire Carnegie | Madejski Stadium, Reading |
| 24 mai 2017 | Essai(s) : Hearn, McKibbin (2), Mulchrone, Lewington (2) Transformation(s) : Bell (5) Pénalité(s) : Bell (5) |                 | Essai(s) : Stegmann (2), Mayhew, West, Essai de pénalité, Faletau Transformation(s) : Ford (5) Pénalité(s) : Ford (3) | Madejski Stadium, Reading |
| 24 mai 2017 | |                 | | Madejski Stadium, Reading |